# Al Mudhaibi
Al Mudhaibi (en arabe : المديبي) est une ville du Sultanat d'Oman située au Nord-Est du pays, dans la région Ash Sharqiyah. Elle a conservé un patrimoine architectural digne d'intérêt.